# The History of Eric Clapton
The History of Eric Clapton ist eine Kompilation des britischen Rockmusikers Eric Clapton und wurde im März 1972 unter den Labels Polydor in Großbritannien und Atco Records in den USA veröffentlicht.

## Inhalt und Wissenswertes
Auf dem Album sind verschiedene Clapton-Aufnahmen, u. a. mit The Yardbirds, Cream, Blind Faith und Derek and the Dominos, aus den Jahren 1964 bis 1970 enthalten. The History of Eric Clapton verhalf Clapton zu höherer Bekanntheit während seiner Heroinsucht und machte seinen Song Layla zu einem Megahit. Die auf der Kompilation veröffentlichten Versionen des Liedes Tell The Truth unterscheiden sich von denen, die auf Layla and Other Assorted Love Songs im Jahr 1970 erschienen sind. Der hier veröffentlichte Titel Tell the Truth ist eine schnellere Interpretation des Liedes und wurde ursprünglich im Juli 1970 veröffentlicht. Tell the Truth – Jam weist ein deutlich langsameres Tempo auf, stammt aus den Layla-Sessions und erschien bis dahin nicht. Auf dem in den Vereinigten Staaten veröffentlichte Album wurde das Lied Tales of Brave Ulysses durch Tribute to Elmore ersetzt. Das Stück ist eine Hommage von Clapton und Jimmy Page an den US-amerikanischen Blues-Musiker Elmore James. Das Bild auf dem Albumcover wurde auf dem Concert for Bangladesh aufgenommen, während Clapton das Lied While My Guitar Gently Weeps auf einer Gibson Byrdland spielt. Das Album gilt als die je erste veröffentlichte Kompilation der Rockmusik, die Titel aus verschiedenen Bands, Zeiträumen, Musikrichtungen und Plattenfirmen, eines einzelnen Künstlers umfasst.

## Titellisten

### UK-Titel
| Nr. | Titel                                            | Autor(en)                            | Datum          | Länge |
| --- | ------------------------------------------------ | ------------------------------------ | -------------- | ----- |
| 1.  | I Ain’t Got You (The Yardbirds)                  | Calvin Carter                        | September 1964 | 2:46  |
| 2.  | Hideaway (Bluesbreakers)                         | Freddie King, Sonny Thompson         | April 1966     | 3:13  |
| 3.  | Tales of Brave Ulysses (Cream)                   | Eric Clapton, Martin Sharp           | Mai 1967       | 2:46  |
| 4.  | I Want to Know (Eric Clapton and the Powerhouse) | McLeod                               | März 1966      | 2:14  |
| 5.  | Sunshine of Your Love (Cream)                    | Eric Clapton, Jack Bruce, Pete Brown | Mai 1967       | 4:11  |
| 6.  | Crossroads (Cream)                               | Robert Johnson                       | März 1968      | 4:14  |

| Nr. | Titel            | Autor(en)                     | Datum        | Länge |
| --- | ---------------- | ----------------------------- | ------------ | ----- |
| 1.  | Spoonful (Cream) | Willie Dixon                  | März 1968    | 16:43 |
| 2.  | Badge (Cream)    | Eric Clapton, George Harrison | Oktober 1968 | 2:45  |

| Nr. | Titel                                         | Autor(en)                  | Datum         | Länge |
| --- | --------------------------------------------- | -------------------------- | ------------- | ----- |
| 1.  | Sea of Joy (Blind Faith)                      | Steve Winwood              | Juni 1969     | 3:19  |
| 2.  | Only You Know and I Know (Delaney & Bonnie)   | Dave Mason                 | Dezember 1969 | 3:19  |
| 3.  | I Don’t Want to Discuss It (Delaney & Bonnie) | Beatty, Cooper, Shelby     | Dezember 1969 | 4:18  |
| 4.  | Teasin’ (King Curtis)                         | Ousley                     | Januar 1970   | 2:15  |
| 5.  | Blues Power                                   | Eric Clapton, Leon Russell | Januar 1970   | 3:11  |

| Nr. | Titel                                        | Autor(en)                    | Datum                   | Länge |
| --- | -------------------------------------------- | ---------------------------- | ----------------------- | ----- |
| 1.  | Tell the Truth (Derek and the Dominos)       | Eric Clapton, Bobby Whitlock | Juni 1970               | 3:19  |
| 2.  | Tell the Truth – Jam (Derek and the Dominos) | Eric Clapton, Bobby Whitlock | August – September 1970 | 9:27  |
| 3.  | Layla (Derek and the Dominos)                | Eric Clapton, Jim Gordon     | August – Oktober 1970   | 7:06  |

### US-Titel
| Nr. | Titel                                           | Autor(en)                | Datum     | Länge |
| --- | ----------------------------------------------- | ------------------------ | --------- | ----- |
| 3.  | Tribute to Elmore (Eric Clapton und Jimmy Page) | Eric Clapton, Jimmy Page | Juni 1965 | 3:00  |

## Rezeption
Kritiker William Ruhlmann der Musikwebsite Allmusic vermerkte zum Album, dass es den „Anschein eines Protoypen für den Mega-Platin-Erfolg Crossroads“ besitze. Ebenso findet Ruhlmann, dass die Kompilation auch nach all den Jahren „keine schlechte Zusammenstellung seiner besten Arbeit“ sei. Er vergab insgesamt viereinhalb von fünf möglichen Bewertungseinheiten für das Album.

## Kommerzieller Erfolg

### Chartplatzierungen
The History of Eric Clapton belegte Platz 20 der britischen Albumcharts und verblieb insgesamt sechs Wochen in diesen. In den Vereinigten Staaten positionierte sich das Kompilationsalbum auf Rang sechs der Billboard 200 und hielt sich 42 Wochen lang in den US-amerikanischen Charts.

### Auszeichnungen für Musikverkäufe
| Land/Region               | Auszeichnungen für Musikverkäufe (Land/Region, Auszeichnung, Verkäufe) | Verkäufe |
| ------------------------- | ---------------------------------------------------------------------- | -------- |
| Japan (RIAJ)              | —                                                                      | 3.000    |
| Vereinigte Staaten (RIAA) | Gold                                                                   | 500.000  |
| Insgesamt                 | 1× Gold ·                                                              | 503.000  |

Hauptartikel: Eric Clapton/Auszeichnungen für Musikverkäufe